# Liste der Monuments historiques in Bayonville
Die Liste der Monuments historiques in Bayonville führt die Monuments historiques in der französischen Gemeinde Bayonville auf.

## Liste der Immobilien
| Bezeichnung            | Beschreibung                                           | Standort           | Kennzeichnung | Schutzstatus | Datum | Bild           |
| ---------------------- | ------------------------------------------------------ | ------------------ | ------------- | ------------ | ----- | -------------- |
| Château de Landreville | befestigter Adelssitz mit Wassergraben, kurz nach 1550 | Landreville (Lage) | PA08000010    | Classé       | 2006  | weitere Bilder |

## Liste der Objekte
| Bezeichnung                       | Beschreibung                                                                                 | Standort                         | Kennzeichnung | Schutzstatus | Datum | Bild |
| --------------------------------- | -------------------------------------------------------------------------------------------- | -------------------------------- | ------------- | ------------ | ----- | ---- |
| Innenausstattung                  | vier Räume, jeweils mit Wandverkleidung, Decke und Kamin, zweite Hälfte des 16. Jahrhunderts | im Château de Landreville (Lage) | PM08000685    | Classé       | 2006  |      |
| Skulptur Madonna mit Kind         | Kalkstein, 1958 von Maurice Calka                                                            | in der Kirche Notre-Dame (Lage)  | PM08001306    | Inscrit      | 2012  |      |
| Vier Reliefs: Evangelistensymbole | Zement, 1956 von Maurice Calka                                                               | in der Kirche Notre-Dame (Lage)  | PM08001307    | Classé       | 2012  |      |